# Gandzorigijn Mandachnaran
Gandzorigijn Mandachnaran (mong. Ганзоригийн Мандахнаран, ur. 11 maja 1986) – mongolski zapaśnik w stylu wolnym. Olimpijczyk z Rio de Janeiro 2016, gdzie zajął piąte miejsce w kategorii 65 kg.
Pojedynek o brązowy medal w Rio de Janeiro przegrał w kontrowersyjnych okolicznościach, dzięki punktowi karnemu straconemu za niesportowe zachowanie, w walce z Ixtiyorem Navroʻzovem z Uzbekistanu, kiedy na kilka sekund przed końcem zaczął cieszyć się ze zwycięstwa. W efekcie Uzbek zdobył wyrównujący punkt karny, a po challenge'u otrzymał kolejny. W ramach protestu Mongolscy trenerzy wbiegli na mate i się rozebrali po czym zostali wyprowadzeni przez ochronę.
Zdobył dwa brązowe medale na mistrzostwach świata w 2013 i 2014. Triumfator igrzysk azjatyckich w 2010 i jedenasty w 2018. Srebrny medalista mistrzostw Azji w 2009, 2013 i 2018, a brązowy w 2015. Piąty w Pucharze Świata w 2014; szósty w 2015, 2016, 2017, 2018 i 2019. Drugi na uniwersjadzie w 2013. Brązowy medalista igrzysk wojskowych w 2015; ósmy w 2019. Mistrz świata wojskowych w 2014 roku.